# Гаспринська селищна рада
Га́спринська се́лищна ра́да — адміністративно-територіальна одиниця та орган місцевого самоврядування у складі Ялтинської міської ради Автономної Республіки Крим. Адміністративний центр — селище міського типу Гаспра.

## Загальні відомості
- Територія ради: 5 км²
- Населення ради: 11 300 осіб (станом на 1 січня 2012 року)

## Населені пункти
Селищній раді підпорядковані населені пункти:
- смт Гаспра

## Склад ради
Рада складається з 36 депутатів та голови.
- Голова ради: Земляний Олег Ігорович
- Секретар ради: Єпік Михайло Михайлович

### Керівний склад попередніх скликань
| Прізвище, ім'я, по батькові | Основні відомості                                                        | Дата обрання | Дата звільнення |
| --------------------------- | ------------------------------------------------------------------------ | ------------ | --------------- |
| Зелюк Павло Васильович      | Селищний голова, 1949 року народження, член Партії регіонів              | 26.03.2006   | 31.10.2010      |
| Земляний Олег Ігорович      | Селищний голова, 1971 року народження, освіта вища, член Партії регіонів | 31.10.2010   |                 |

Примітка: таблиця складена за даними сайту Верховної Ради України

### Депутати
За результатами місцевих виборів 2010 року депутатами ради стали:

#### За суб'єктами висування
| Суб'єкт висування | Кількість обраних депутатів | %    |
| ----------------- | --------------------------- | ---- |
| Партія регіонів   | 25                          | 69,4 |
| Самовисування     | 11                          | 30,6 |

#### За округами
| № округу        | Прізвище, ім'я, по батькові         | Дата визнання обраним | Освіта             | Партійна приналежність | Відомості про обраного депутата                                                       |
| --------------- | ----------------------------------- | --------------------- | ------------------ | ---------------------- | ------------------------------------------------------------------------------------- |
| Партія регіонів |                                     |                       |                    |                        |                                                                                       |
| 6               | Голуб Вячеслав Юрійович             | 04.11.2010            | вища               | член Партії регіонів   | приватний підприємець                                                                 |
| 7               | Шилов Володимир Іванович            | 04.11.2010            | середня спеціальна | член Партії регіонів   | санаторний комплекс «Зорі України», слюсар МВЗ                                        |
| 9               | Козєєв Віктор Сергійович            | 04.11.2010            | середня спеціальна | член Партії регіонів   | підприємство «Південьспецкомплект», директор                                          |
| 10              | Єпік Михайло Михайлович             | 04.11.2010            | вища               | член Партії регіонів   | Гаспринська селищна рада, секретар                                                    |
| 11              | Єпік Сергій Михайлович              | 04.11.2010            | вища               | член Партії регіонів   | ЗАТ "Готель «Ореанда», менеджер                                                       |
| 12              | Круглик Любов Вікторівна            | 04.11.2010            | вища               | член Партії регіонів   | приватний підприємець                                                                 |
| 13              | Ліпатов Микола Олександрович        | 04.11.2010            | вища               | член Партії регіонів   | приватний підприємець                                                                 |
| 15              | Селезньов Олексій Вікторович        | 04.11.2010            | вища               | член Партії регіонів   | виконавчий комітет Гаспринської селищної ради, землевпорядник                         |
| 16              | Голубєв Пилип Валерійович           | 04.11.2010            | середня            | член Партії регіонів   | КП «Гаспринське об'єднання житлово-комунального господарства», майстер ділянки        |
| 17              | Степаненко Сергій Леонідович        | 04.11.2010            | вища               | член Партії регіонів   | ТОВ «Альянсбудсервіс», юрисконсульт                                                   |
| 18              | Антошкін Михайло Костянтинович      | 04.11.2010            | вища               | член Партії регіонів   | виконавчий комітет Гаспринської селищної ради, керуючий справами виконавчого комітету |
| 20              | Болотенюк Микола Петрович           | 04.11.2010            | вища               | член Партії регіонів   | ВАТ «Ялтабудтранс», голова правління                                                  |
| 22              | Омельковець Євген Іванович          | 04.11.2010            | середня спеціальна | член Партії регіонів   | Гаспринське об'єднання житлово — комунального господарства, майстер ділянки           |
| 23              | Касянова Ірина Олексіївна           | 04.11.2010            | середня            | член Партії регіонів   | приватний підприємець                                                                 |
| 24              | Давиденко Віталій Дмитрович         | 04.11.2010            | середня            | член Партії регіонів   | приватний підприємець                                                                 |
| 25              | Рекайкін Данило Ігорович            | 04.11.2010            | вища               | член Партії регіонів   | КП «Гаспра», інженер                                                                  |
| 26              | Постовалов Олександр Сергійович     | 04.11.2010            | вища               | член Партії регіонів   | фірма «Ратон», водій                                                                  |
| 28              | Калоєров Діонис Саввич              | 04.11.2010            | вища               | член Партії регіонів   | ресторан «Золотое руно», заступник директора                                          |
| 29              | Любецький Володимир Валентинович    | 04.11.2010            | вища               | член Партії регіонів   | приватний підприємець                                                                 |
| 31              | Гуров Сергій Васильович             | 04.11.2010            | вища               | член Партії регіонів   | Гаспринська селищна рада, землевпорядник                                              |
| 32              | Авакян Мовсес Шалікойович           | 04.11.2010            | середня            | член Партії регіонів   | приватний підприємець                                                                 |
| 33              | Аркулінський Микола Володимирович   | 04.11.2010            | середня            | член Партії регіонів   | приватний підприємець                                                                 |
| 34              | Мороз Віктор Дмитрович              | 04.11.2010            | вища               | член Партії регіонів   | приватний підприємець                                                                 |
| 35              | Азюковський Костянтин Володимирович | 04.11.2010            | середня спеціальна | член Партії регіонів   | приватний підприємець                                                                 |
| 36              | Харченко Дмитро Григорович          | 04.11.2010            | вища               | член Партії регіонів   | приватний підприємець                                                                 |
| Самовисування   |                                     |                       |                    |                        |                                                                                       |
| 1               | Мацієвський Андрій Сергійович       | 04.11.2010            | вища               | позапартійний          | ДП санаторій «Дніпро», спеціаліст по державним закупівлям                             |
| 2               | Алфімов Миколай Миколайович         | 04.11.2010            | вища               | позапартійний          | державне науково-виробниче підприємство «Об'єднання комунар», завідувач               |
| 3               | Веретельніков Василь Іванович       | 04.11.2010            | вища               | позапартійний          | тимчасово не працює                                                                   |
| 4               | Аверін Віталій Олексійович          | 04.11.2010            | середня спеціальна | позапартійний          | ТОВ «Артлайт», заступник директора по технічному забезпеченню                         |
| 5               | Суслов Володимир Анатолійович       | 04.11.2010            | середня            | член Партії регіонів   | Гаспринська селищна рада, інспектор ДАБК                                              |
| 8               | Душин Ігор Іванович                 | 04.11.2010            | вища               | позапартійний          | Алупкінська міська лікарня, лікар-стоматолог                                          |
| 14              | Давидова Олена Антонівна            | 04.11.2010            | середня            | член Партії регіонів   | приватний підприємець                                                                 |
| 19              | Каспаров Микола Равельович          | 04.11.2010            | середня            | позапартійний          | приватний підприємець                                                                 |
| 21              | Лямін Марко Іванович                | 04.11.2010            | середня            | позапартійний          | ТОВ «Альянсбудсервіс», начальник служби безпеки                                       |
| 27              | Сушко Віталій Віталійович           | 04.11.2010            | вища               | член Партії регіонів   | приватний підприємець                                                                 |
| 30              | Трифанкін Ігор Віталійович          | 04.11.2010            | вища               | позапартійний          | Державна податкова інспекція, заступник начальника відділу                            |